# 27-й отдельный гвардейский разведывательный артиллерийский дивизион
27-й отдельный гвардейский разведывательный артиллерийский ордена Красной Звезды дивизион Резерва Главного Командования — воинское формирование Вооружённых Сил СССР, принимавшее участие в Великой Отечественной войне.
Сокращённое наименование — 27-й огв.радн РГК.

## История
Преобразован из 785-го отдельного разведывательного артиллерийского дивизиона 20 июня 1943 года года в составе 5-й гвардейской Сталинградской тяжёлой артиллерийской  дивизии прорыва.
В действующей армии с 13.07.1943 по 08.04.1944 и с 02.03.1945 по 09.05.1945 .
В ходе Великой Отечественной войны вёл артиллерийскую разведку в интересах 3-й гв. адп,4-й гв. пад, 6-й гв. тпад , 5-го акп , 2-го акп , 5-й армии , 33-й армии артиллерии соединений и объединений Западного и 3-го Украинского фронтов.

## Состав
- Штаб
- Хозяйственная часть
- 1-я батарея звуковой разведки (1-я БЗР)
- 2-я батарея звуковой разведки (2-я БЗР)
- батарея топогеодезической разведки (БТР)
- взвод оптической разведки (ВЗОР)
- фотограмметрический взвод (ФГВ)
- хозяйственный взвод

## Подчинение
| Дата                 | Фронт                | Армия      | Корпус  | Дивизия      | Бригада | Примечания |
| -------------------- | -------------------- | ---------- | ------- | ------------ | ------- | ---------- |
| 13.07.43 −21.08.43г. | Западный фронт       | 5-я армия  | 5-й акп | 3-я гв. адп  | -       | -          |
| 21.08.43 −23.08.43г  | Западный фронт       | 33-я армия | 5-й акп | 4-я гв. пад  | -       | -          |
| 23.08.43-09.11.43г.  | Западный фронт       | -          | 5-й акп | 6-я гв. тпад | -       | -          |
| 09.11.43-23.12.43г   | Западный фронт       | -          | -       | 6-я гв. тпад | -       | -          |
| 23.12.43-30.01.44г   | Западный фронт       | 33-я армия | -       | 6-я гв. тпад | -       | -          |
| 31.01.44-1.3.44г     | Западный фронт       | 5-я армия  | -       | 6-я гв. тпад | -       | -          |
| 1.03.44-8.04.44г.    | Западный фронт       | -          | -       | 6-я гв. тпад | -       | -          |
| 8.04.44-25.04.44г.   | Резерв Ставки        | -          | -       | 6-я гв. тпад | -       | -          |
| 1.06.44-28.02.45г.   | Резерв Ставки        | -          | 2-й акп | -            | -       | -          |
| 2.03.45-9.05.45г.    | 3-й Украинский фронт | -          | 2-й акп | -            | -       | -          |

## Командование дивизиона
Командир дивизиона
- гв. капитан, гв. майор Кучеренко Иван Романович

Начальник штаба дивизиона
- гв. капитан Корсунский Григорий Семёнович

Заместитель командира дивизиона по политической части
- гв .капитан Рожков Михаил Михайлович

Помощник начальника штаба дивизиона
- гв. капитан Сушков Павел Акимович

Помощник командира дивизиона по снабжению

## Командиры подразделений дивизиона
Командир 1-й БЗР
- гв. ст. лейтенант, гв. капитан Кубарев Николай Денисович

Командир 2-й БЗР
- гв. ст. лейтенант Рассказов Леонид Георгиевич
- гв. ст. лейтенант Глущенко Корней Сергеевич

Командир БТР
- гв. ст. лейтенант Цкитишвили Зураб Моисеевич
- гв. ст. лейтенант Геворкян Арам Багратович

Командир ВЗОР
- гв. лейтенант Микитенко Михаил Тимофеевич

Командир ФГВ
- гв. лейтенант Головко Петр Афанасьевич

## Награды и почётные наименования
| Награды и наименования        | дата          | за что получена |
| ----------------------------- | ------------- | --- |
| Почётное звание «Гвардейский» | 20.06.43 г.   | присвоено приказом Народного комиссара обороны СССР № 237 от 20 июня 1943 года за проявленную отвагув боях за Отечество с немецкими захватчиками застойкость, мужество, дисциплину и организованность, за героизм личного состава. |
| Орден Красной Звезды          | 17.05.1945 г. | награжден указом Президиума Верховного Совета СССР за образцовое выполнение боевых заданий командования в боях с немецкими захватчиками при овладении городам Вена и проявленные при этом доблесть и мужество                      |